# Hesperoptenus
Hesperoptenus is een geslacht van zoogdieren uit de familie van de gladneuzen (Vespertilionidae). De wetenschappelijke naam van het geslacht werd in 1868 gepubliceerd door Wilhelm Peters.

## Soorten
Er worden 5 soorten in dit geslacht geplaatst:
- Hesperoptenus blanfordi (Dobson, 1877)
- Hesperoptenus doriae (W. C. H. Peters, 1868)
- Hesperoptenus gaskelli J. Edwards Hill, 1983
- Hesperoptenus tickelli (E. Blyth, 1851)
- Hesperoptenus tomesi O. Thomas, 1905